# Konstal 105NT
Konstal 105NT – powstały w 1984 roku przy współpracy zakładu Konstal i Akademii Górniczo-Hutniczej silnikowy wagon tramwajowy jednokierunkowy, jednoczłonowy oparty na wagonie typu 105N. W 1989 roku w zakładzie wyprodukowano serię informacyjną w ilości 10 wagonów. Do Krakowa trafiło 6 z nich, do Poznania 2 sztuki, a pozostałe 2 wagony trafiły do GOPu.

## Konstrukcja
Wagon oparty na konstrukcji 105N. Od pierwowzoru różnił się zastosowaniem elektronicznego rozrządu tyrystorowego i centralnym luzowaniem hamulców szczękowych (w przypadku awarii mógł zostać użyty przełącznik luzujący hamulce znajdujący się w szafie aparaturowej), systemem otwierania drzwi przez pasażerów oraz wyposażeniem światła awaryjne. Zmianę kierunku jazdy przełączano nie dźwignią nawrotnika, a stacyjką.

## Eksploatacja

### Kraków
Pierwsze wagony będące jeszcze prototypami otrzymały numery 1 i 2, wagony seryjne otrzymały numery od 3 do 6. Wagony numer 2 i 3 przemianowano potem na techniczne 1202 i 1203. Na początku XXI wieku wagony zostały wycofane. Wagon 1202 użyty był w testach pod kątem tramwaju dwusystemowego (gdy ciągnięty przez drezynę motorową jeździł po krakowskich torach kolejowych). W 2009 roku MPK Kraków sprowadziło z GOP-u ostatni zachowany tramwaj 105NT i oznaczyło go jako 1001. Do dzisiaj służy jako holownik, głównie do przetaczania nowych tramwajów. 16 września 2022 roku odbyła się premiera odrestaurowanego przez Krakowskie MPK wagonu TT021 przemianowanego z powrotem na 789 i odmalowanego na kremowo-czerwone barwy WPK Katowice z przeznaczeniem jako Pojazd Historyczno-Techniczny. Wagon przeznaczono do roli pojazdu technicznego oraz kursującego w ramach Krakowskiej Linii Muzealnej.

### Poznań
Poznań otrzymał w 1989 roku dwa wagony typu 105NT o numerach fabrycznych 2888 i 2884. Oznaczono je odpowiednio numerami taborowymi 314 i 315, a bazę dla wozów umieszczono w zajezdni przy ul. Fortecznej. Po okresie prób, weszły do służby liniowej wożąc pasażerów na liniach numer: 20 i 23. W 1997 roku ostatecznie wycofano ze służby oba wozy. Wynikało to z dużej awaryjności konstrukcji i braku części zamiennych (wcześniej, przez około 3 lata wagony eksploatowano pojedynczo na liniach 3 i 4 przekładając części z jednego wozu do drugiego). W 2000 roku rozebrano nadwozia tych wagonów. Na bazie pozostałych podwozi z użyciem fabrycznie nowych, dostarczonych z Konstalu pudeł o numerach 05/S i 05/P, powstały dwa wagony z nowym elektronicznym impulsowym układem rozruchowym wyprodukowanym przez firmę KIEPE, a opartym na układach chopperowych. Wagon 314 wyposażono w nowy system sterowania rozruchem i hamowaniem instalując sterowany ręczną dźwignią zadajnik jazdy, zamiast stosowanych dotychczas pedałów. Zaś 315 przebudowano, wzorując się na wagonach 105NaD, na wagon czynny doczepny. Po modyfikacji zmieniono ich oznaczenia na 105NTW1 (nr 314) i 105NTW2 (nr 315). W 2010 roku zostały przebudowane na wagony 105Na, w związku z tym eksploatacja wagonów 105NT w Poznaniu została zakończona.

### Warszawa
W 1989 roku Konstal wyprodukował dla Warszawy 2 wagony 105NT. Otrzymały one numery 2006 i 2007. W związku z brakiem części zamiennych, w latach 2000–2001 oba wagony zmodernizowano do typu 105N-MW, a w 2013 roku przeszły kolejną przebudowę, tym razem na 105Ni.